# كايت جاسويتز
كاثرين مارغريت جاسويتز (من مواليد 6 أبريل 1985) هي حكم كرة قدم أسترالية. تم إدراجها لأول مرة في قائمة الفيفا في عام 2011، شاركت في كأس العالم للسيدات 2023.